# Ravenglass (římské lázně)

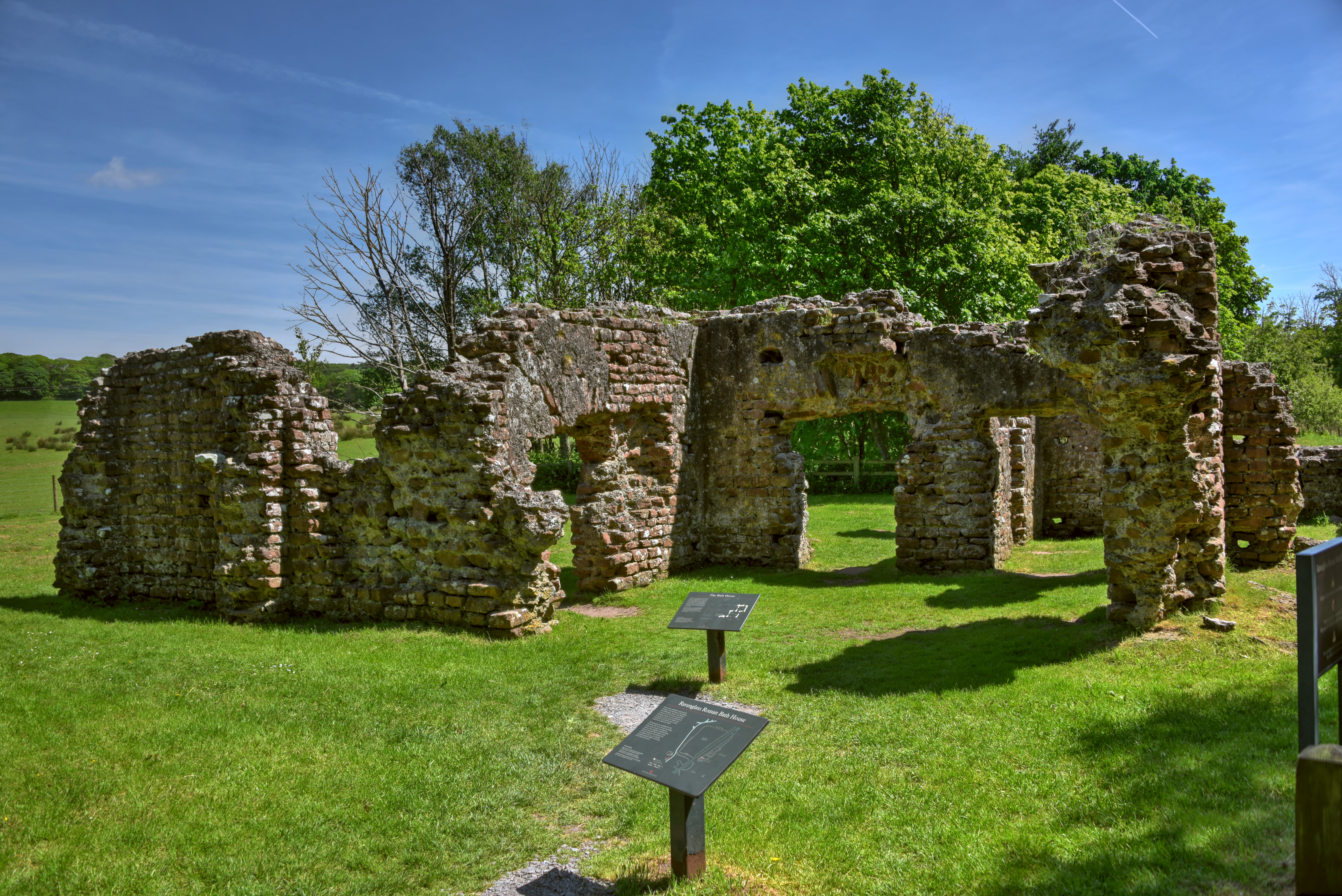
Walls Castle, Ravenglass.

Římské lázně Ravenglass (také známé pod názvem Walls Castle) je zřícenina starověkých římských lázní ve vesnici Ravenglass v hrabství Cumbria na severozápadě Anglie.

## Lázně

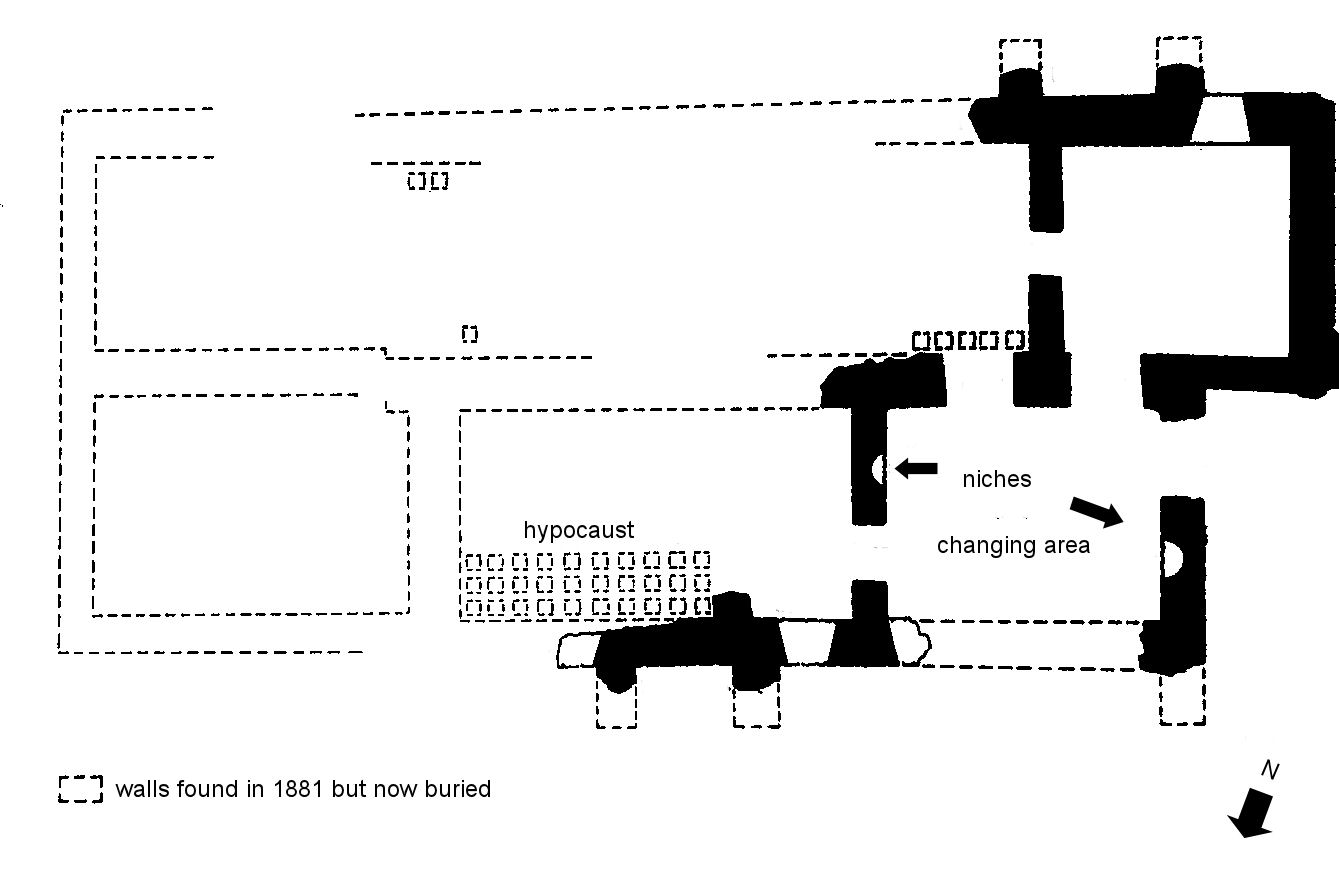
Plán viditelných pozůstatků lázní; přerušovanou čarou vyznačeny zdi vykopané v roce 1881 a ležící znovu pod zemí

Lázně leží na severovýchod od římské pevnosti a námořní základny zvané Glannoventa, která byla postavena v 2. století. Zdi se i  v moderní době stále tyčí do výšky 4 metrů, lze na nich vidět části okenních otvorů a stopy původního povrchu, který tvořil matně červený a bílý cement. Je zde možné zkoumat strukturu římského zdiva a  používané stavební materiály.

### Popis budovy

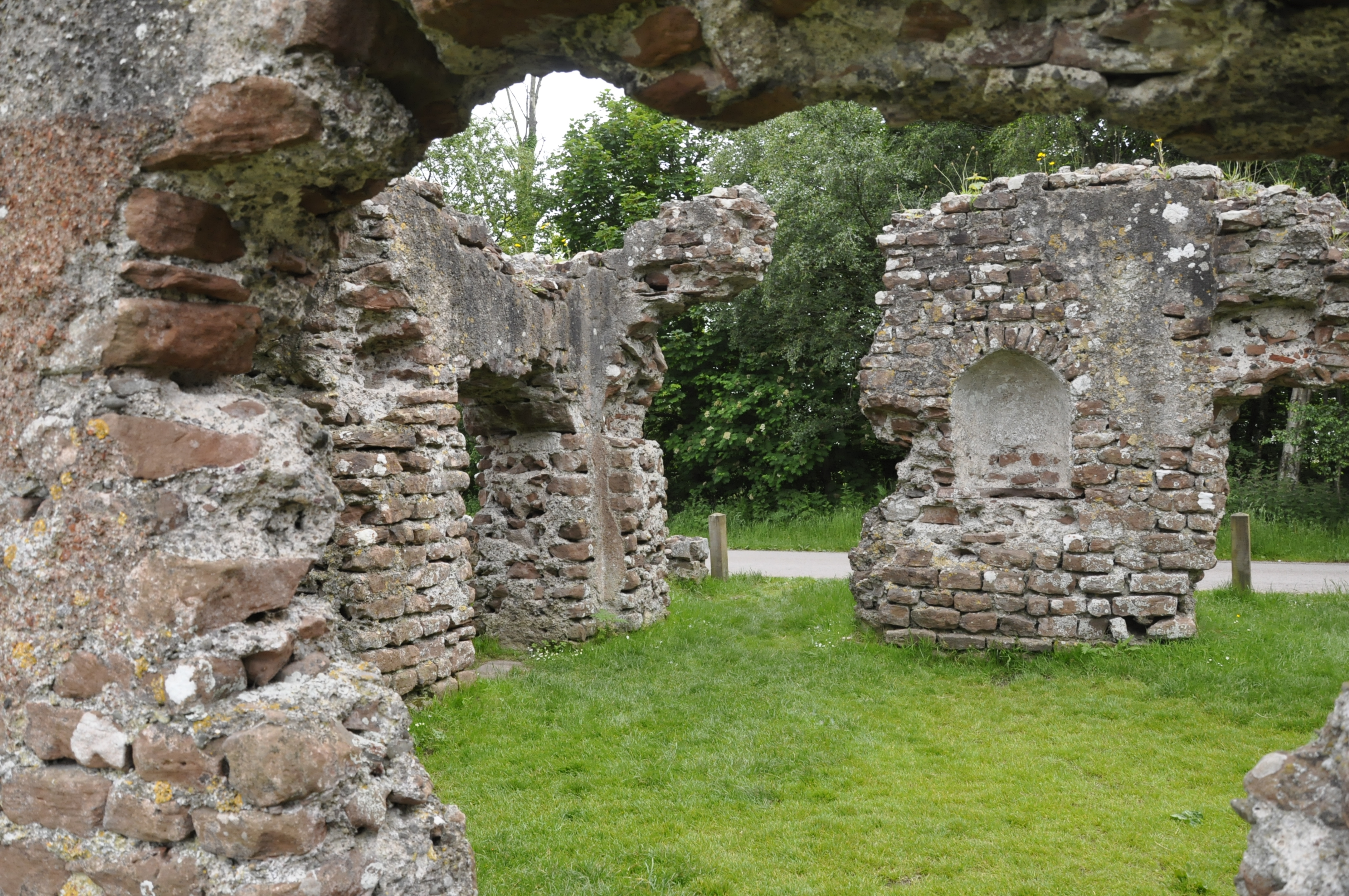
Lázně Ravenglass, zdivo s výklenky

Zachoval se západní konec budovy, která byla zhruba 12 metrů široká a  přibližně 27 metrů dlouhá (viz plánek). Skládala se z několika místností uspořádaných po dvou po délce budovy. Vchod a šatna (převlékárna, apodyterium) obsahují výklenky, původně snad zamýšlené pro sochy. Způsob využití jiných místností není známý, ale lázně jistě poskytovaly koupele ve vodě studené, teplé i horké.

### Vnější podpěry; hypokaust

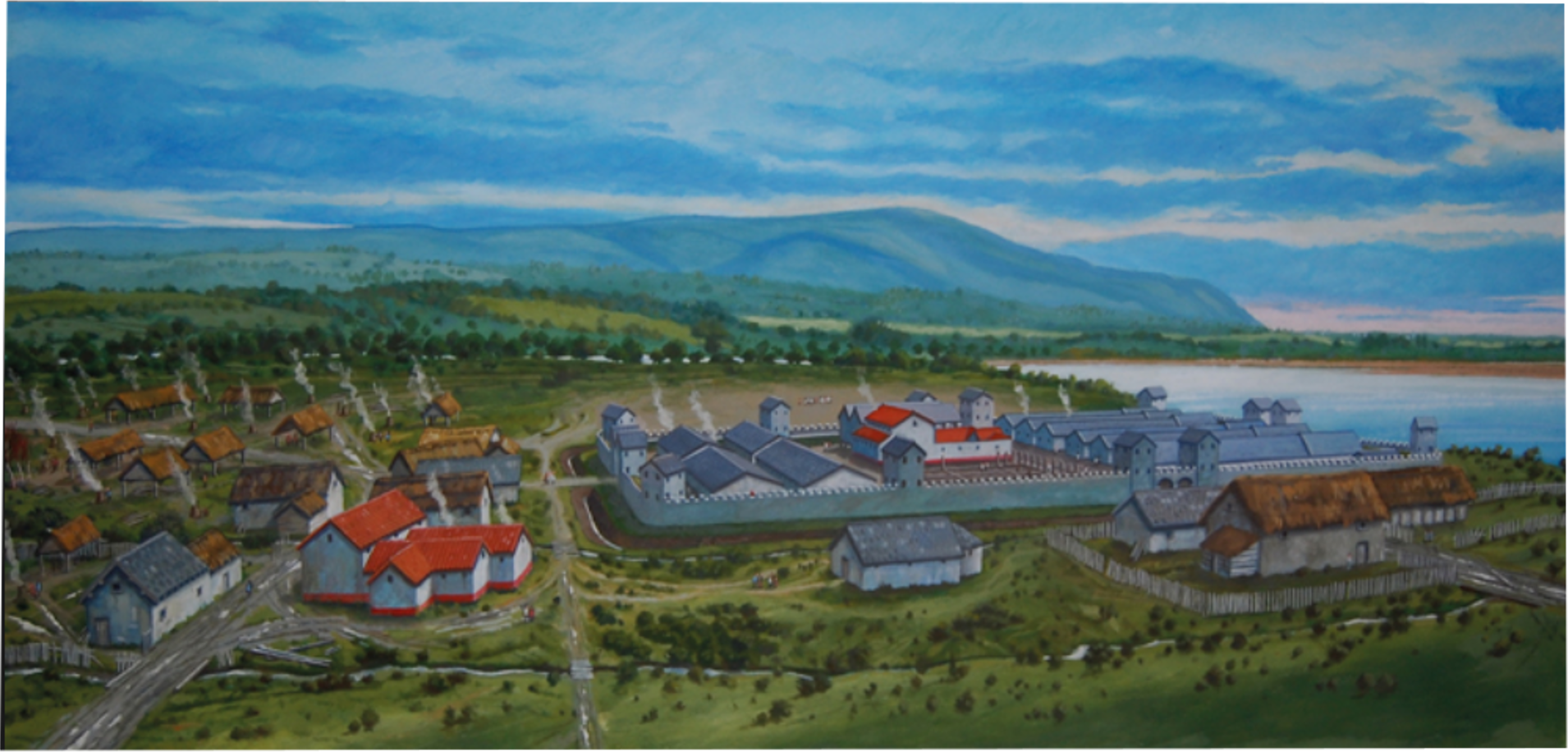
Rekonstrukce lokality Ravenglass

Na severní a jižní zdi jsou vnější podpěry, které pravděpodobně nesly váhu klenuté střechy.
Vykopávky v lázních proběhly v roce 1881. Tehdy byly odkryty zbytky systému topení s hypokaustem, ale od té doby se zdivo znovu dostalo pod úroveň okolní země.

### Zásobování lázní vodou a jejich využívání
Existují důkazy o tom, že do lázní byla přiváděna voda z nějakého místa s větší nadmořskou výškou na východ od pevnosti.
Jelikož se lázně nacházejí mimo samotnou pevnost, lze předpokládat, že sloužily jak vojsku, tak civilní komunitě. Nicméně před rokem 2013, kdy se s vykopávkami začalo, bylo o civilní osadě (vicus) v lokalitě Ravenglass známo jen málo.
Nejbližší římské vojenské lázně se nacházejí v pevnosti Hardknott, která se rovněž nachází v hrabství Cumbria.

## Současný stav

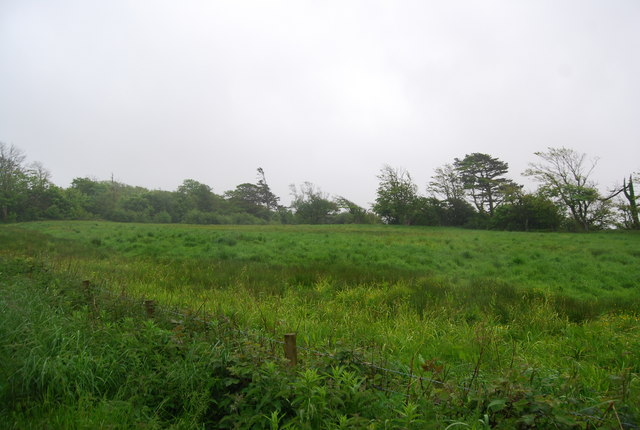
Zde stávala římská pevnost Glannoventa

Relativně dobrý stav lázní pravděpodobně vyplývá z faktu, že dům si ve středověku přizpůsobili pro bydlení.  Že jde o budovu původem římskou, se zjistilo v 19. století a zpočátku byla pokládána za vilu; že jsou to lázně, bylo určeno až v 20. století. O tuto chráněnou starověkou památku pečuje organizace Anglické dědictví.

## Římská pevnost Glannoventa
Opevnění výše zmíněné pevnosti původně tvořilo dřevo a drny, ale ty už během 1. poloviny 3. století vystřídala kamenná zeď.
V pevnosti zřejmě pobývala posádka nepřetržitě od roku 130 až do konce 4. století.